# Baro Gapui
Baro Gapui is een bestuurslaag in het regentschap Pidie van de provincie Atjeh, Indonesië. Baro Gapui telt 307 inwoners (volkstelling 2010).